# 南宮括
南宮 括（なんきゅう かつ、生没年不詳）は、中国春秋時代の儒学者である。孔子の弟子の一人。孔子の門人で才能があった七十子の一人に数えられる。

## 名称
『史記』仲尼弟子列伝によると、姓は南宮、名は括、字は子容であった。
南宮括の名称は文献によってさまざまに書かれる。『論語』憲問篇では名を适（かつ）とし、『論語』の他の箇所では南容と呼ばれている。『孔子家語』七十二弟子解では名を韜（とう）としている。『史記索隠』の引く『孔子家語』および『礼記』檀弓上では名を縚（とう）とする。
なお、同名の南宮适（または南宮括）という武将が西周の功臣にもいる。

## 南宮敬叔との関係
『礼記』の鄭玄注で、「南宮縚は孟僖子（仲孫玃）の子の南宮閲である」と言っている。南宮閲（仲孫閲、南宮敬叔）と南宮括の同一人物説はその後も『史記索隠』や朱子『論語集注』で繰り返し述べられているが、この説ははなはだ疑わしく、清の崔述が反論している。

## 逸話
『論語』公冶長篇・先進篇・憲問篇に登場する。
憲問篇では師である孔子に「羿は弓がうまく、奡は船を動かすほどの力を持っていたのに非業の死をとげました。それに対して夏の禹や周の伝説上の祖である后稷は、農耕を続けて天下を獲りました」と言った。孔子は南宮括に対して終始無言であったが、南宮括が帰った後に「南宮括は君子にふさわしい徳を持ち合わせている」と評している。
公冶長篇では、孔子が南宮括を評して、「国に道があるときは捨てられることはなく、国に道のないときにも刑罰によって殺されることがない」と言っている。
孔子はその兄の娘を南宮括に嫁がせた。